# Nok Air
Nok Air (тай. นกแอร์ — бюджетна авіакомпанія Таїланду зі штаб-квартирою в Бангкоку, що здійснює регулярні пасажирські авіаперевезення всередині країни і за її межі. Назву перевізника утворено від тайського слова «птах», що вимовляється як «nok» (тай. นก).
49 відсотків власності Nok Air належать флагманській авіакомпанії країни Thai Airways International. Компанія котирується на Фондовій біржі Таїланду : SET: NOK
. 
Портом приписки перевізника і його головним транзитним вузлом виступає міжнародний аеропорт Донмианг в Бангкоку.
Компанія є офіційним спонсором тайських професійних футбольних клубів TTM Chiang Mai, Hat Yai FC і Chiangmai FC.

## Історія
Авіакомпанія Nok Air була заснована в лютому 2004 року і початку операційну діяльність у липні того ж року. У березні 2007 року штат компанії налічував 130 працівників, а до 2011 року — вже понад 600 співробітників. Nok Air відкрила свій перший міжнародний маршрут 31 травня 2007 року, запустивши щоденні рейси між Бангкоком і Бангалором (Індія). Пізніше авіакомпанія отримала права на виконання регулярних рейсів в інші індійські міста (Ченнаї, Хайдерабад і Нью-Делі).
У листопаді 2007 року услід за іншою бюджетною авіакомпанією Jetstar Asia Airways Nok Air призупинила польоти в Бангалор. За словами генерального директора компанії з індійського регіону Раджива Бхатії, припинення польотів було пов'язано з відсутністю вільних повітряних суден та необхідністю переключення діяльності на більш прибутковий ринок авіаперевезень в Південно-Східній Азії, наприклад, на В'єтнам. Експерти туристичного бізнесу, однак, пов'язують скасування рейсів в Бангалор з падінням коефіцієнта завантаження пасажирських крісел компанії на 40 %.
Після освоєння декількох міжнародних маршрутів керівництво Nor Air вирішило зосередитися на розвитку внутрішніх напрямків, і вже до 2011 року авіакомпанія виконувала найбільше число рейсів між аеропортами Таїланду серед всіх комерційних авіаперевізників. У 2010 році авіакомпанія показала чистий прибуток у 618 мільйонів бат при доході за рік в 3,97 мільярдів бат. В наступному році Nok Air розширила свій повітряний флот сімома літаками Boeing 737-800 і чотирма турбогвинтовими ATR 72.

## Маршрутна мережа

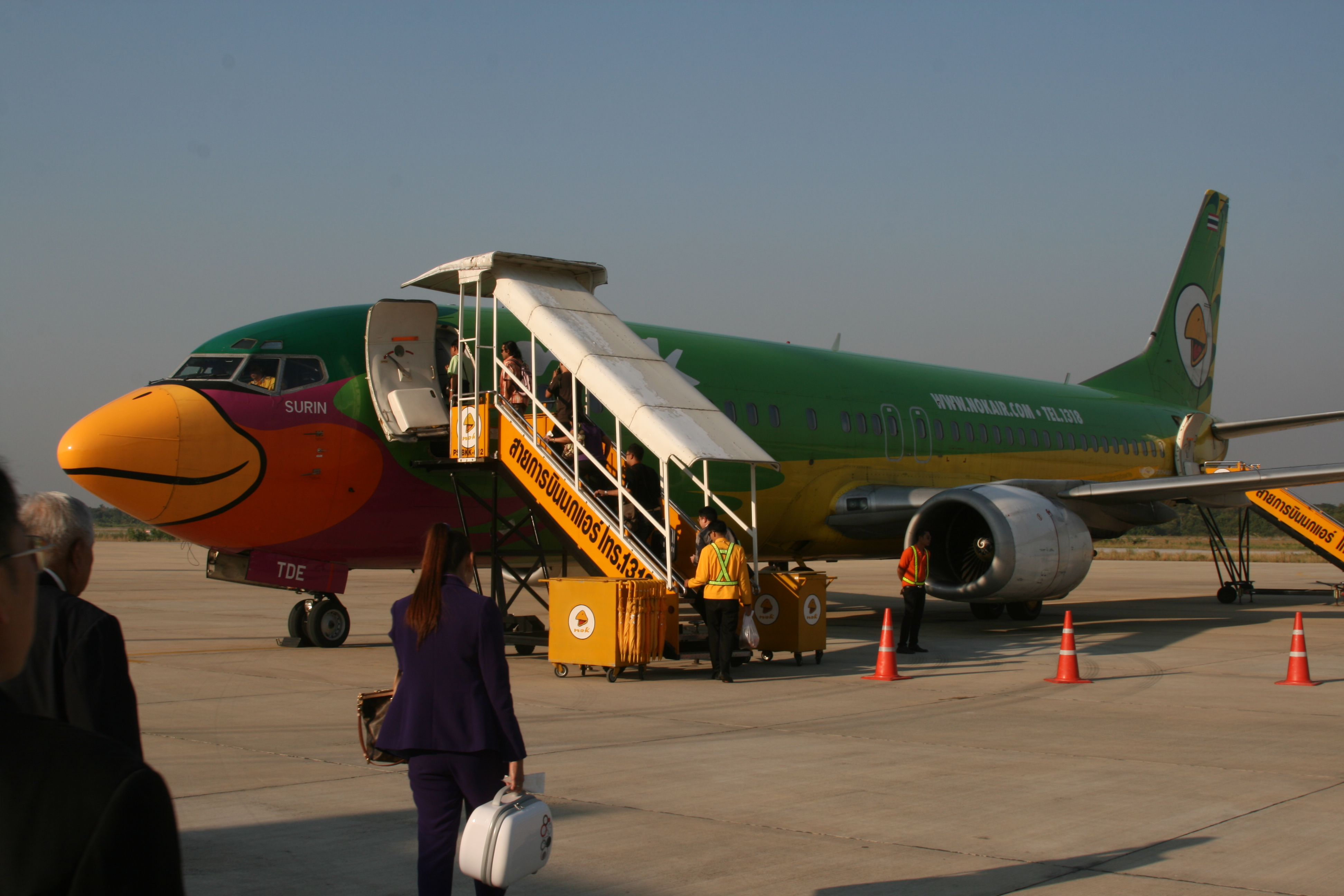
Boeing 737-400 Nok Air в аеропорту Пхитсанулок, 2011 рік

### Внутрішні напрямки
З Бангкоку – Міжнародний аеропорт Донмианг (Основний хаб)
- Бурірам – Аеропорт Бурірам
- Чіангмай – Міжнародний аеропорт Чіангмай
- Чіанграй – Міжнародний аеропорт Чіанграй
- Чумпхон (Патхіо) – Аеропорт Чумпхон
- Хат'яй – Міжнародний аеропорт Хат'яй
- Кхонкен – Аеропорт Кхонкен
- Крабі – Аеропорт Крабі
- Лампанг – Аеропорт Лампанг
- Лей – Аеропорт Лей
- Мехонгсон – Аеропорт Мехонгсон
- Месот – Аеропорт
- Накхонпханом – Аеропорт
- Накхонсітхаммарат – Аеропорт
- Нан – Аеропорт
- Пхре – Аеропорт
- Пхітсанулок – Аеропорт
- Пхукет (острів) – Міжнародний аеропорт Пхукет
- Ранонг – Аеропорт
- Ройет – Аеропорт
- Саконнакхон – Аеропорт
- Сураттхані – Аеропорт
- Транг – Аеропорт
- Убонратчатхані – Аеропорт
- Удонтхані – Міжнародний аеропорт Удонтхані

З міжнародного аеропорту Чіангмай
- Бангкок – Міжнародний аеропорт Донмианг
- Удонтхані – Міжнародний аеропорт Удонтхані

### Міжнародні напрямки
М'янма
- Янгон – Міжнародний аеропорт Янгон

В'єтнам
- Хошимін – Міжнародний аеропорт Тан Сон Нхут
- Ханой – Міжнародний аеропорт Ханой

Сінгапур
- Сінгапур – Міжнародний аеропорт Чангі

## Флот

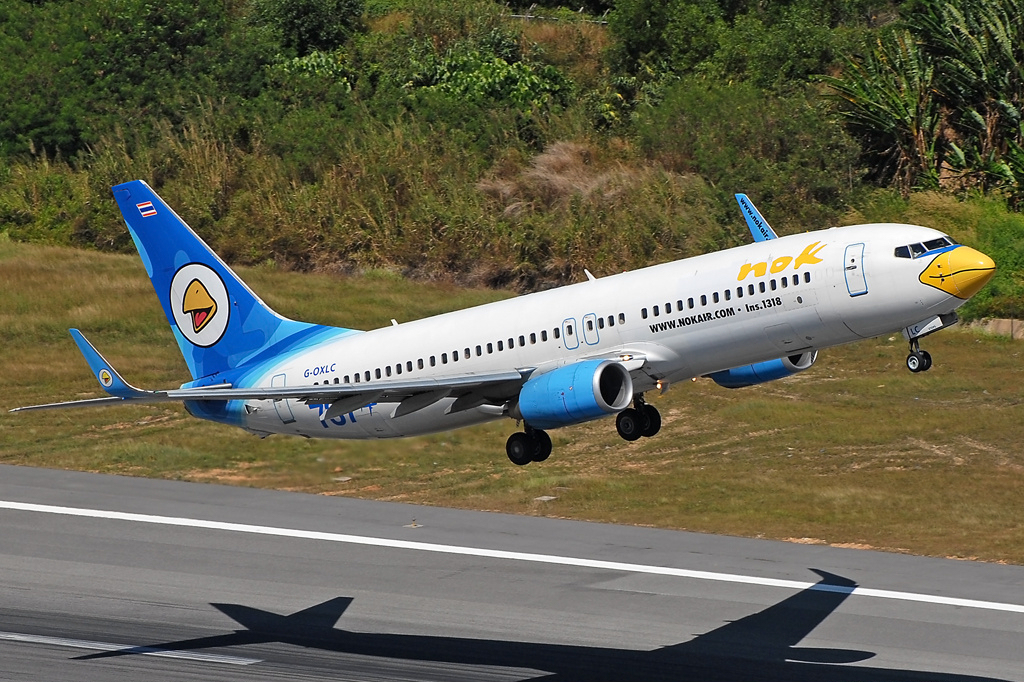
Boeing 737-800 авіакомпанії Nok Air в міжнародному аеропорту Пхукет

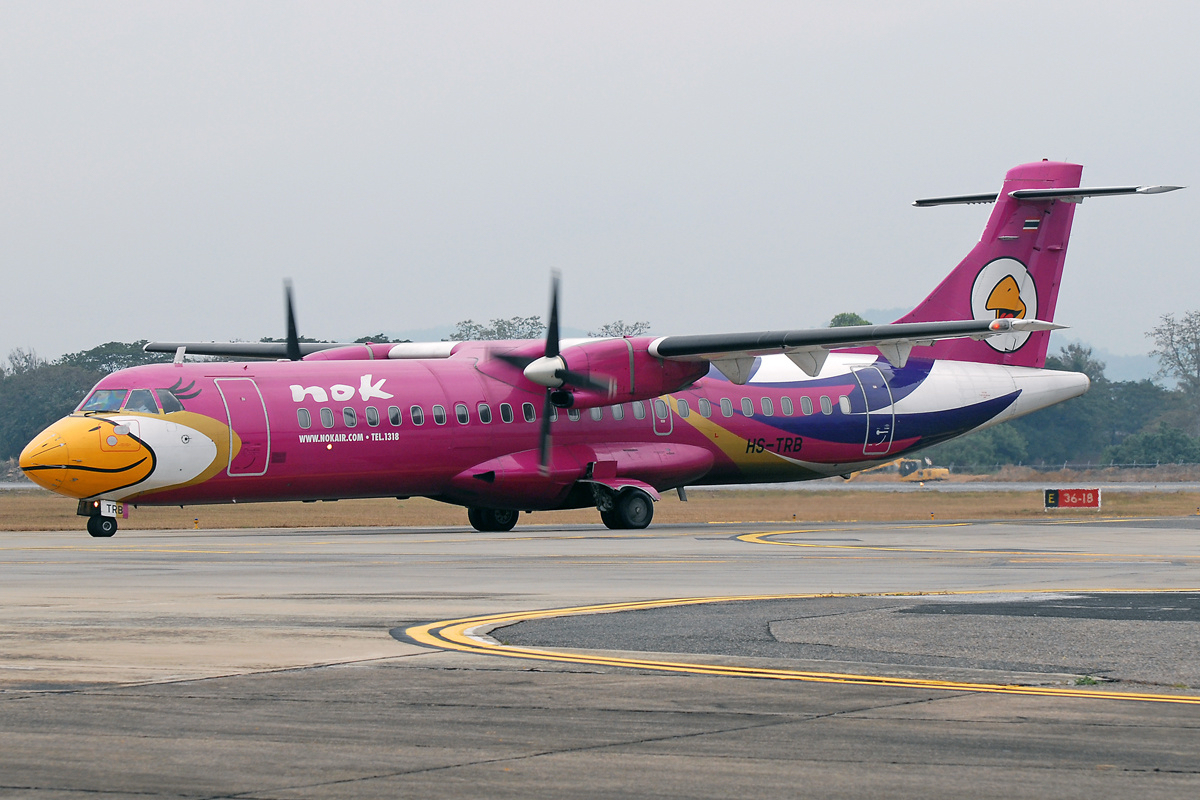
ATR 72-200 авіакомпанії Nok Air в міжнародному аеропорту Чіангмай

Станом на 11 березня 2016 року повітряний флот авіакомпанії Nok Air складався з наступних літаків (всі лайнери перебувають в лізингу)

## Власники
| Власники                                          | % акцій |
| ------------------------------------------------- | ------- |
| Thai Airways International Public Company Limited | 49 %    |
| Nok Air Management Hong Kong Limited              | 25 %    |
| CPB Equity Company Limited                        | 6 %     |
| The Siam Commercial Bank Public Company Limited   | 5 %     |
| King Power International Company Limited          | 5 %     |
| Приватні інвестори                                | 10 %    |